# Молодёжная (антарктическая станция)
Молодёжная — советская, затем российско-белорусская антарктическая станция. С 2006 года функционирует как сезонная база.

## История
Открыта Владиславом Гербовичем в феврале 1962 года на побережье моря Космонавтов.
Долгое время станция «Молодёжная», будучи самым масштабным объектом подобного рода, считалась столицей Советской Антарктиды. На базе функционировало около семидесяти построек, выстроенных в улицы. На ней могло одновременно жить и работать до 150 человек. Здесь находились не только жилые комплексы и научно-исследовательские лаборатории, но также нефтебаза и аэродром, способный принимать такие крупные самолёты, как ИЛ-76.
В 1990-е годы в районе станции производились некоторые научные исследования и природоохранные мероприятия по выполнению требований Протокола по охране окружающей среды к Договору об Антарктике.
Законсервирована в 1999 году: 9 июля на станции был спущен российский флаг.
В феврале 2006 года руководитель Российской антарктической экспедиции (РАЭ) Валерий Лукин заявил:

Планируется открыть ранее законсервированные станции Молодёжная, Ленинградская и Русская в сезоне 2007—2008 года. Это принесет большую пользу, поскольку эти станции находятся в Тихоокеанском секторе Антарктики, который мало охвачен научными исследованиями.
С 2006 года вместе с российскими полярниками здесь работала Белорусская антарктическая экспедиция. На март 2013 года здесь работало 16 российских полярников и 3 белорусских. Первоначально белорусские полярники жили и работали в 18 км от станции «Молодёжная», в районе г. Вечерняя в старых постройках времён СССР. В 2016 году 8-й Белорусской антарктической экспедицией в том же месте были построены жилые модули. В настоящий момент белорусская станция Гора Вечерняя является самостоятельной и ближайшей к станции «Молодёжная» полярной станцией.

## Аэродром
Для обслуживания станции авиацией возле неё сооружались взлётно-посадочные полосы (ВПП). Так в 1967 году существовало две ВПП длиной по 1,5 км и одна длиной 3 км. В конце 1970-х годов на леднике в 12 км восточнее станции специалистами «Ленаэропроекта» велось сооружение аэродрома, способного принимать тяжёлые типы воздушных судов. Взлётно-посадочная полоса аэродрома создавалась путём многослойного намораживания и уплотнения фирна поверхности ледника. В конце 1979 года ВПП была готова. Её длина составляла 2560 м, ширина 42 м, боковые полосы безопасности по 50 м, также имелись концевые полосы безопасности. В феврале 1980 года на новую полосу сел Ил-18Д, доставивший полярников. После чего началась регулярные ежегодные перелёты из Ленинграда в Антарктиду для смены полярников и доставки части грузов. В 1980-е годы продолжилось совершенствование взлётно-посадочной полосы, и в 1986 году она приняла первый Ил-76.

## Климат
Температура самых холодных месяцев (июль-август) — минус 19 °C, температура января — около 0 °C.